# Saline (folyó)
A Saline egy rövid olaszországi folyó Pescara megyében, mely a Fino és Tavo összefolyásával alakul ki Cappelle sul Tavo község területén. Filiani mellett az Adriai-tengerbe ömlik. Nevét a torkolatvidékén található sótelepek után kapta.